# Gianfranco Bozzao
Gianfranco Bozzao (Venezia, 3 agosto 1936 – Ferrara, 24 maggio 2019) è stato un calciatore e allenatore di calcio italiano, di ruolo difensore.

## Carriera

### Club
Giocava nel ruolo di terzino sinistro essendo un mancino naturale. Inizia la sua carriera professionistica nella Salernitana che nel 1956 l'aveva prelevato in prestito dalle giovanili della Fiorentina. Dopo un anno a Salerno la Fiorentina lo cede definitivamente all'Arezzo (Interregionale Prima Categoria), con cui disputa 29 partite. Nel 1958 viene premiato con il primo Cavallino d'oro, ambito premio per il miglior calciatore dell'Arezzo messo in palio dal Quartiere di Santo Spirito.
Dal 1958 al 1961 gioca nella SPAL di Paolo Mazza che lo valorizza, mettendolo poi sul mercato dopo tre campionati di Serie A giocati da titolare. Nella stagione 1961-1962 passa alla Juventus, che per averne la comproprietà cede alla SPAL Cervato e la comproprietà di Carlo Dell'Omodarme. Alla Juve però Bozzao non decolla e Parola, succeduto a Korostelev, gli preferisce il coetaneo Sarti più vecchio di lui di soli 10 giorni. In quella stagione a Torino, infatti, Bozzao totalizza 13 presenze, di cui 7 in campionato e ben 6 in Coppa dei Campioni, competizione in cui la formazione bianconera schierava abitualmente i rincalzi.
A fine stagione Mazza è pronto a riprenderselo e nel 1962 Bozzao torna a Ferrara, dove diventa una bandiera della formazione spallina venendo soprannominato Tigre. Rimane alla SPAL sino al 1968 giocando 204 partite in Serie A e segnando un gol nella sconfitta esterna contro il Milan nella stagione 1967-68, ultima stagione di Bozzao a Ferrara conclusasi con la retrocessione fra i cadetti.
L'anno successivo gioca nel Piacenza, contribuendo alla promozione in Serie B degli emiliani.

### Allenatore
Continua poi a giocare fra i dilettanti facendo anche l'allenatore, attività che prosegue in seguito allenando in Serie D il Suzzara (da cui viene esonerato nel gennaio 1978), il San Felice e il Manfredonia. Nella stagione 1980-1981 è il vice di Battista Rota sulla panchina della SPAL. Nella stagione 1986-1987 guida le giovanili del Modena, dopodiché allena in quelle del Padova, tra le cui file milita Alessandro Del Piero, e del Parma, per il quale svolge infine il ruolo di osservatore segnalando al club giocatori che faranno poi carriere importanti, come un allora quasi sconosciuto Faustino Asprilla.
Ha vissuto a Ferrara, sua città d'adozione, con la famiglia fino alla morte avvenuta nel 2019 all'età di 82 anni.

## Palmarès

### Giocatore
- Campionato italiano Serie C: 1

Piacenza: 1968-1969 (girone A)